# Christopher Bayemi
Christopher Bayemi ist ein französischer Schauspieler.

## Leben
2019 hatte Bayemi in dem Fernsehfilm Moi, Grosse seinen ersten Auftritt. 2019 hatte er seine erste Rolle in der Miniserie Replay. Von 2019 bis 2021 erhielt er in der Fernsehserie Cassandre erstmals eine wiederkehrende Rolle. Von 2021 bis 2023 spielte Bayemi in der Fernsehserie HIP: Ermittlerin mit Mords-IQ mit. Sein Schaffen umfasst rund ein Dutzend Produktionen.

## Filmografie
- 2019: Moi, Grosse (Fernsehfilm)
- 2019: Replay (Miniserie, Folge 1x07)
- 2019–2021: Cassandre (Fernsehserie, 6 Folgen)
- 2020: Éléonore
- 2020: Hortense (Fernsehfilm)
- 2021: Luther (Fernsehserie, 10 Folgen)
- 2021: Biarritz – Mord am Meer (J'ai menti, Miniserie, 6 Folgen)
- seit 2021: HIP: Ermittlerin mit Mords-IQ (HPI, Fernsehserie)
- 2023: À l'Instinct (Fernsehfilm)
- seit 2023: L'Abîme (Miniserie)
- 2023: Les mystères de … (Fernsehserie, eine Folge)